# Roccella Valdemone
Roccella Valdemone (Rucceḍḍa Vaddemuni in siciliano) è un comune italiano di 533 abitanti della città metropolitana di Messina in Sicilia.

## Storia
Anticamente chiamata Auricella e Rocchella (dal latino medievale Roccella, piccola rocca), Roccella Mediterranea (anno 1676), quindi Roccella di Randazzo e infine Roccella Valdemone. Il nome "Valdemone" ha origine da una delle tre circoscrizioni amministrative in cui gli Arabi suddivisero la Sicilia, ossia dal Vallo di Demenna, che a sua volta discende dal latino Vallum (vallo). Il ritrovamento in territori vicini a Roccella, di monete greco-romane fa supporre la presenza di antichi insediamenti umani. A monte dell'odierno abitato, nella valle del torrente Pillera, già sin dal 1112 esisteva il cenobio di San Nicolò di Pillera (anche Pallera), elencato come uno dei trentotto monasteri dipendenti dall'Archimandrita del SS. Salvatore di Messina e del quale non si sa nulla di certo prima di tale data. È molto probabile il collegamento tra il predetto cenobio e lo sviluppo urbano dell'attuale abitato. Nel periodo normanno la popolazione si avvicina stabilizzandosi attorno al castello, che diventa un centro strategico difficilmente espugnabile. La baronia di Roccella a quell'epoca risulta costituita da sette feudi e mezzo, offerti ai Baroni come ricompensa per servizi militari resi. Regnando Federico II d'Aragona nel 1296 Damiano Spadafora risulta barone di Roccella in forza di un antico possesso e non per una nuova regia concessione. La baronia diviene marchesato con Michele Spadafora Maniaci,  primo marchese con esecutorio dato in Palermo il 23 giugno 1579. Con vendite del 15 febbraio 1628 ed 8 marzo 1631 il marchese di Roccella Francesco Spatafora trasferisce i feudi di S. Domenica, lo Porritto, Pozzoleo e Juncarà con tenuta Villano a Sebastiano Pagano, venendo così a strutturarsi una distinta signoria con vocazione autonomistica. Lo stemma degli Spadafora, composto dal braccio destro armato di spada, tutt'oggi è raffigurato nel gonfalone comunale. Nel paese ancor oggi è viva la suddivisione in quartieri che da epoca remota hanno segnato il centro urbano: Baglittu, Tingituria, Chiazza, Santamaria, Cruci e Stratuni. Una vasta frana a nord-ovest del paese, innescatasi intorno al 1955 subito dopo dell'avvio dei lavori per la costruzione della strada rotabile Roccella - Polverello, ha completamente travolto e distrutto tutto il quartiere Tingituria.  Il territorio comunale che occupa quasi per intero il bacino imbrifero del torrente Roccella, con esclusione dell'areale del Bosco di Malabotta appartenuto da epoca remota al Comune di Montalbano Elicona, comprende le seguenti contrade: a nord Cassanita, Masinaro, Nocerazzo, Perino, Pillera e Revocato; a sud Bonvassallo (in cui a differenza delle altre esiste ancora la borgata), Germanà, Pecoraro, S. Giovanni; a est Daniele; a ovest Pietrorizzo, Lanzarite. Gli Spadafora (anticamente Spatafora) ne mantennero il possesso per vari secoli (con la dominazione alterna di Ruggiero Lauria, Bonaiuto o Bonamico Mangiante, Corrado De Castellis, Famiglia Gioeni, Francesco ed Ercole Statella) fino al 1812 quando, mentre il paese era sotto la giurisdizione del marchese Domenico Spadafora Colonna ultimo feudatario della famiglia, il parlamento del Regno delle due Sicilie abolì il feudalesimo. Nel 1812 anche la borgata di Santa Domenica Vittoria cresciuta consistentemente per numero di abitanti fu unita, come sotto-comune a Roccella Valdemone. La borgata di Santa Domenica Vittoria viene separata dal Comune di Roccella Valdemone con Risoluzione Sovrana del 27 febbraio 1845. Alla fine dell'Ottocento l'Arcivescovo di Messina Giuseppe Guarino, accogliendo le richieste di molti fedeli, decretava per la chiesa di Santa Domenica Vittoria in data 18 novembre 1890 l'erezione a parrocchia autonoma separata dall'Arcipretura di San Nicolò di Bari, intitolandola a Sant'Antonio Abate.

## Monumenti e luoghi d'interesse
- Duomo di San Nicola di Bari. La chiesa più importante del paese è il duomo dedicato al santo patrono Nicolò di Bari. L'edificio ubicato nella piazza principale è stato costruito nel XIV secolo e viene chiamato "A Matrici". L'interno è di stile romanico: tre navate con transetto, tre absidi rettangolari, dodici colonne monolitiche in pietra arenaria e con capitelli corinzi, soffitto ligneo. Nell'abside destra è conservata una pala d'altare marmorea raffigurante la Natività di Gesù, con ai lati le statue di Giovanni Battista e Nicolò di Bari. L'opera commissionata dal barone Giovanni Michele Spadafora Maniaci, nel 1526 ad Antonello Gagini,[12] fu eseguita in gran parte dallo stesso, ma venne completata dal figlio Giacomo e consegnata a Roccella nell'aprile del 1540. Otto pregevoli tele di ignoti autori impreziosiscono le navate laterali della Matrice: san Pasquale Baylon, la gloria della Compagnia di Gesù, i santi Cosma e Damiano, l'Angelo custode, l'Annunciazione dell'Angelo a Maria Vergine, Maria Porta Coeli, le anime del Purgatorio ed il Battesimo di Gesù nel fiume Giordano.

Altra chiesa è quella dedicata a Maria dell'Udienza e verosimilmente costruita dagli Spadafora. In essa si venera una bella statua marmorea dedicata a Maria Santissima dell'Udienza che tiene in braccio Gesù Bambino. Il basamento marmoreo della statua risulta staccato e conservato in altro sito. Frontalmente sulla base è riprodotta la Dormitio Virginis, quale sigla che conferma l'attribuzione dell'opera ad Antonello Gagini, lateralmente sono scolpiti i blasoni della committenza. Davanti al letto della Madonna, seduto per terra: l'ebreo anchilosato, così come si osserva in tante altre opere cinquecentesche. Nella torre campanaria di stile arabeggiante si conserva un orologio meccanico con contrappesi in pietra. Un vano fra la torre campanaria e la sagrestia, senza alcun accesso, è ricolmo di ossa umane.
Un interessante edificio religioso, probabilmente il più antico del centro urbano, situato lungo il corso Umberto I, attualmente adibito a saloncino parrocchiale, è la ex chiesa di San Michele Arcangelo. Come in tutte le antiche chiese il prospetto è rivolto verso occidente. All'interno si riscontrano elementi architettonici riferibili al trecento. Un'altra navata è addossata asimmetricamente alla centrale dal lato sud. La cripta sottostante, oggi parzialmente interrata, per lungo tempo venne usata come sepoltura per gli appartenenti alla Confraternita di San Francesco d'Assisi.
Sulla cima della Rocca del Calvario, in prossimità del luogo dove in epoca medievale sorgevano le forche per impiccare i condannati a morte, sorge l'omonima chiesetta di m² 23. Al suo interno si conserva una pregevole tela di autore ignoto, raffigurante la deposizione di Gesù Cristo dalla Croce.
Di importanza storica anche il Palazzo Spadafora, in piazza Duomo di fronte alla chiesa matrice. Al centro del prospetto principale c'è ancora lo stemma baronale con incisa la data del 1810. Attualmente il palazzo è abitazione privata. Di fronte al predetto edificio si trova un altro palazzotto baronale, appartenuto per lungo tempo alla famiglia Puglisi (o Pugliesi). Molte superfetazioni ne hanno compromesso irreversibilmente la fisionomia originaria. L'edificio a pianta quadrata, aveva un elegante accesso principale da Piazza Duomo ed uno secondario di servizio da Piazza Risicato, da dove si accedeva al "bagliu" (corte) interno.
Nella parte più bassa di via Margherita, in adiacenza delle antiche carceri, è possibile ancora vedere i resti di una abitazione signorile datata 1536, con gli stipiti in pietra arenaria finemente scolpiti di un balcone. Dell'antico castello baronale, costruito su uno sperone roccioso di fronte alla Rocca Grande oggi non esiste più nulla.

## La Fiera Franca di Roccella
Nel 1463 sotto la baronia di Francesco Statella, per i servigi da quest'ultimo resi al sovrano Giovanni I in Catalogna « [...] con gravi dispendi e pericolo della vita, si fece a chiedergli in grazia il privilegio di ritenersi in Roccella un annuo mercato a vantaggio dell'industria e del commercio di quegli abitanti ». Con queste parole lo storico locale Luigi Genovese Camarda ci riferisce della nascita della Fiera Franca di Roccella che iniziò a svolgersi dal 12 agosto 1463 per una durata di quindici giorni. Particolarità di questa evento commerciale era sicuramente la parata di apertura che lo stesso Genovese Camarda ci descrive pittorescamente : « Da qui venne l'antica costumanza che nelle ore vespertine dello undici agosto, un ragazzino scelto a vicenda tra le maggiorenti famiglie di Roccella, parato a festa,  corteggiato da quanti potevano splendidamente stare in sella, scortato dalla squadra baronale, entrava a cavallo tra lo squillo dei sacri bronzi, lo sparo delle moschetterie, e gli evviva di un popolo affollato; portava e'in mano una bandiera che andava a piantare nel campanile di santa Maria dell'Udienza, a segnale delle cominciate franchigie [...] ». Un cerimoniale articolato e ben definito, per un evento molto sentito dalla popolazione che si svolse per oltre quattrocento anni per poi perdersi nel tempo. Dal 2016 questa manifestazione ha ripreso vita sotto forma di rievocazione storica con il nome di Fiera Franca di Roccella 1463 a cura dell'Associazione culturale e ricreativa Auricella, riproposta ogni 13 agosto (giorno della registrazione dell'atto di concessione regia), ed inserita dal 2019 tra le manifestazioni approvate dal CERS (Consorzio europeo rievocazioni storiche).

## Luoghi naturalistici
A poca distanza da Roccella si possono trovare diversi siti naturalistici: 
- Rocche di Palazzolo, sito naturalistico di non facile accesso per gli escursionisti
- Angara ri Piristeri, profonde gole scavate dalle acque del torrente Licopitru
- Altopiano dell'Argimusco, sito megalitico
- Rocca Pizzicata, rocca con preesistenze archeologiche
- riserva naturale orientata Bosco di Malabotta

## Società

### Evoluzione demografica
Una delle informazioni più remote sulla demografia ce la fornisce Vito Amico nel suo Lexicon T. S. del 1757. Egli ci fa sapere che sotto Carlo V (1516-1556) si contavano 213 famiglie. Per il periodo che precede l'unità d'Italia, allorquando iniziano regolari censimenti della popolazione, si riportano i seguenti appunti di demografia trovati presso vari autori.
| ANNO | Numero abitanti a Roccella | Numero abitanti a S. Domenica | Fonte notizia      | Osservazioni                                |
| ---- | -------------------------- | ----------------------------- | ------------------ | ------------------------------------------- |
| 1595 | 1137                       |                               | Vito Amico         |                                             |
| 1650 | 1486                       |                               | Vito Amico         |                                             |
| 1705 | 1460 = ( 1400 + 60 )       | 60                            | Liber Baptizatorum |                                             |
| 1713 | 1252                       |                               | Vito Amico         |                                             |
| 1725 | 1451 = ( 1326 + 125 )      | 125                           | Liber Baptizatorum |                                             |
| 1727 | 1510 = ( 1380 + 130 )      | 130                           | Liber Baptizatorum |                                             |
| 1731 | 1486 = ( 1357 + 129 )      | 129                           | Liber Baptizatorum |                                             |
| 1757 | 1393                       |                               | Vito Amico         |                                             |
| 1798 | 2550                       |                               | Vito Amico         | idem De Ciocchis                            |
| 1831 | 2474                       |                               | De Ciocchis        | Invece su V. Amicosi trova abitanti n. 2174 |
| 1838 | 2642                       |                               | Painiana           |                                             |
| 1839 | 2647                       |                               | Painiana           |                                             |
| 1840 | 2640                       |                               | Painiana           |                                             |
| 1850 | 2820                       |                               | Luigi Genovese     |                                             |
| 1852 | 2915                       |                               | Vito Amico         |                                             |
| 1854 | 2944                       |                               | Vito Amico         | idem Luigi Genovese                         |

AbitantiAnno050010001500200025003000159517131731183118401854Popolazione
Per quanto concerne il periodo successivo all'unità d'Italia è agevole la lettura del grafico elaborato coi dati forniti dall'ISTAT
Abitanti censiti

In questo secondo periodo però non si riscontrano più i massimi di densità abitativa verificatisi nel paese a metà dell'Ottocento.

## Amministrazione
Di seguito è presentata una tabella relativa alle amministrazioni che si sono succedute in questo comune.
| Periodo          | Periodo          | Primo cittadino      | Partito              | Carica  | Note   |
| ---------------- | ---------------- | -------------------- | -------------------- | ------- | ------ |
| 23 giugno 1983   | 23 giugno 1988   | Salvatore Borrello   | Democrazia Cristiana | Sindaco | [ 21 ] |
| 24 giugno 1988   | 8 novembre 1991  | Salvatore Borrello   | Democrazia Cristiana | Sindaco | [ 21 ] |
| 15 novembre 1991 | 8 giugno 1993    | Salvatore Pagano     | Democrazia Cristiana | Sindaco | [ 21 ] |
| 8 giugno 1993    | 1º dicembre 1997 | Giuseppe Interdonato | -                    | Sindaco | [ 21 ] |
| 1º dicembre 1997 | 28 maggio 2002   | Giuseppe Interdonato | lista civica         | Sindaco | [ 21 ] |
| 28 maggio 2002   | 15 maggio 2007   | Giuseppe Spartà      | lista civica         | Sindaco | [ 21 ] |
| 14 maggio 2007   | 7 maggio 2012    | Giuseppe Spartà      | lista civica         | Sindaco | [ 21 ] |
| 7 maggio 2012    | 11 giugno 2017   | Antonino Pillera     |                      | Sindaco | [ 21 ] |

### Altre informazioni amministrative
Il comune di Roccella Valdemone fa parte delle seguenti organizzazioni sovracomunali: regione agraria n.3 (Alto Fantina e Alto Mela).

## Galleria d'immagini

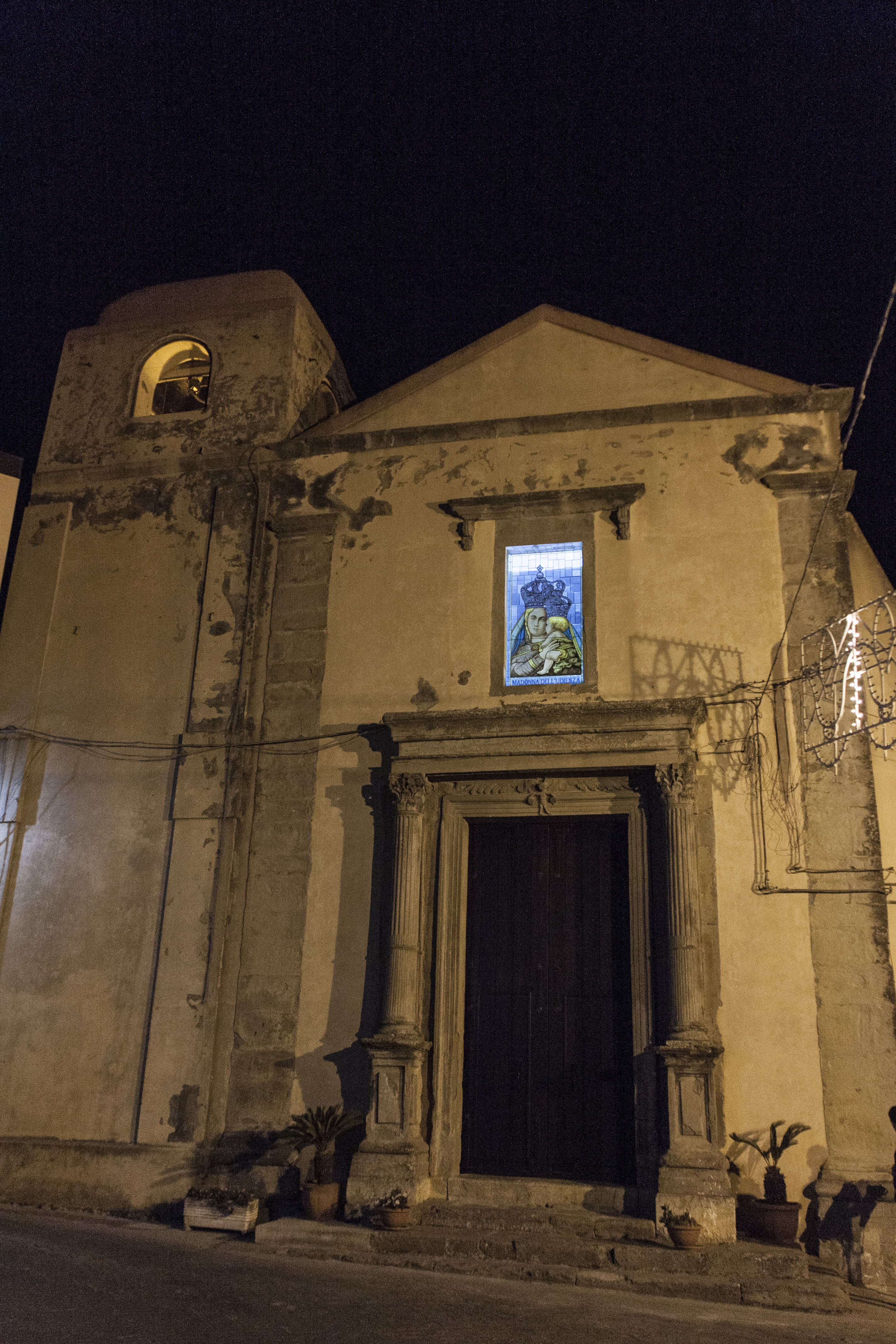
Chiesa di Santa Maria dell'Udienza
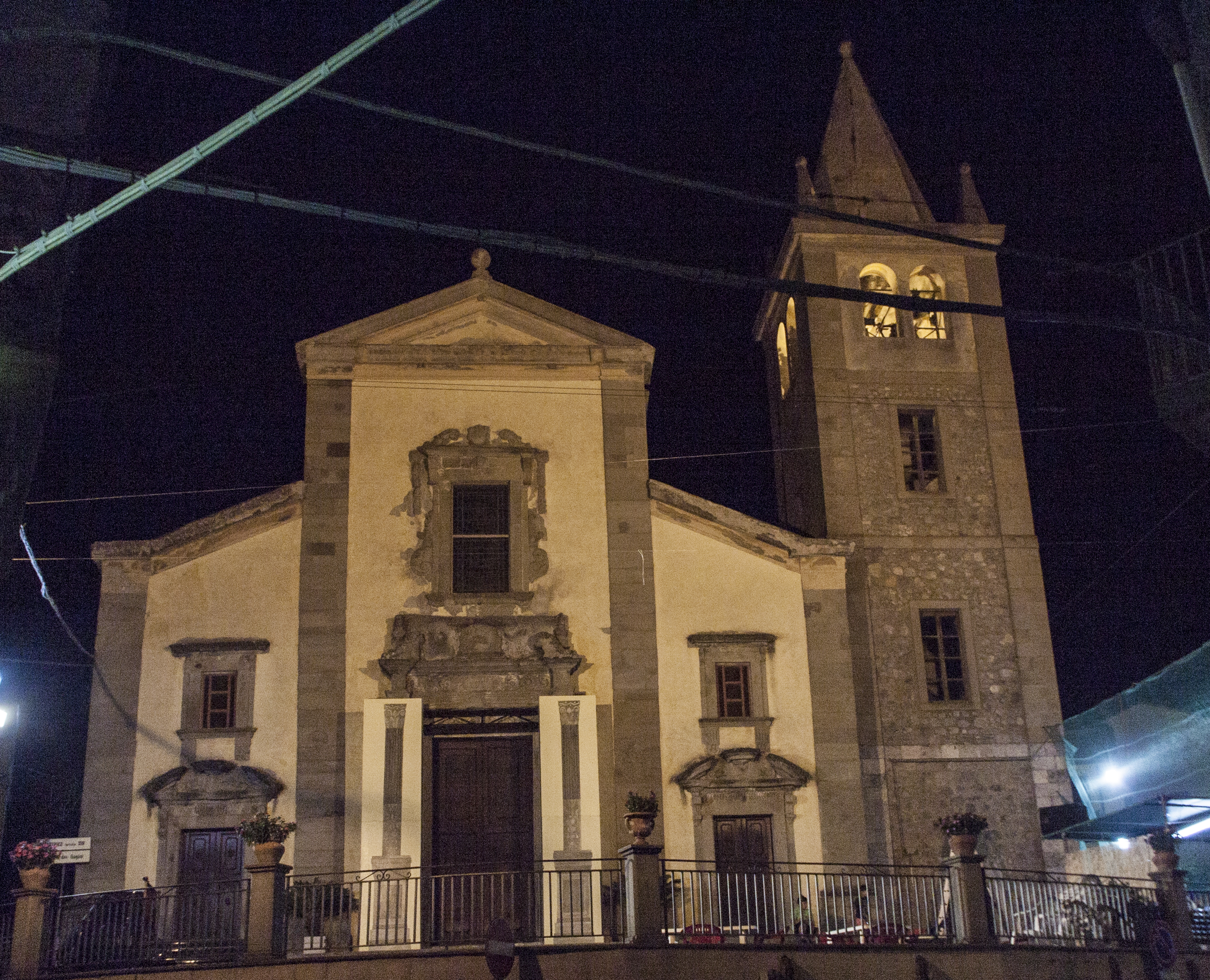
Duomo di San Nicola di Bari (1625)
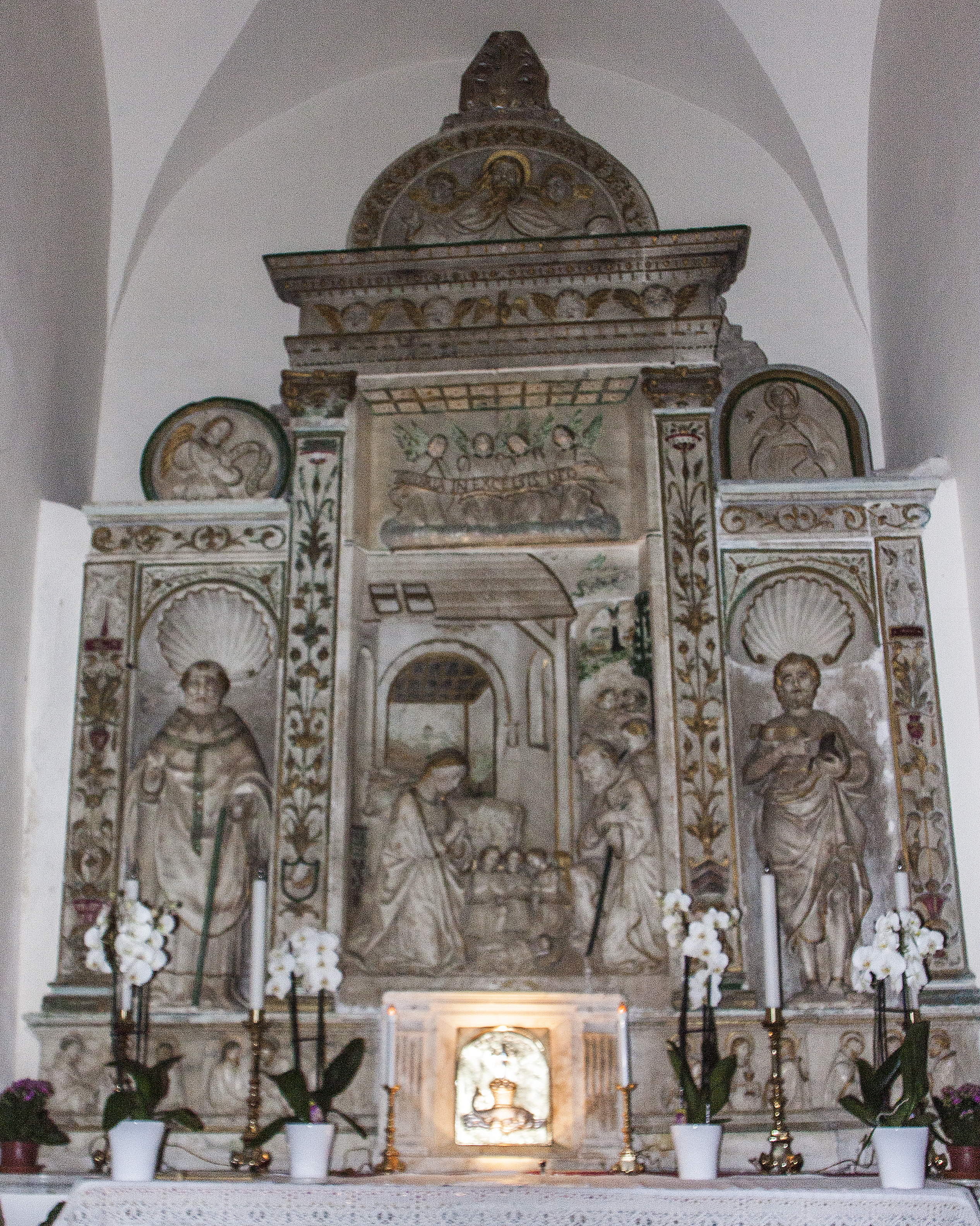
Ancona marmorea Antonello e Giacomo Gagini  (1540)
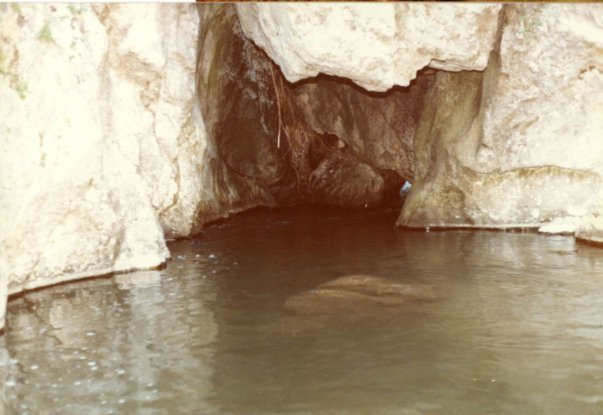
Angara di Palazzolo (interno)
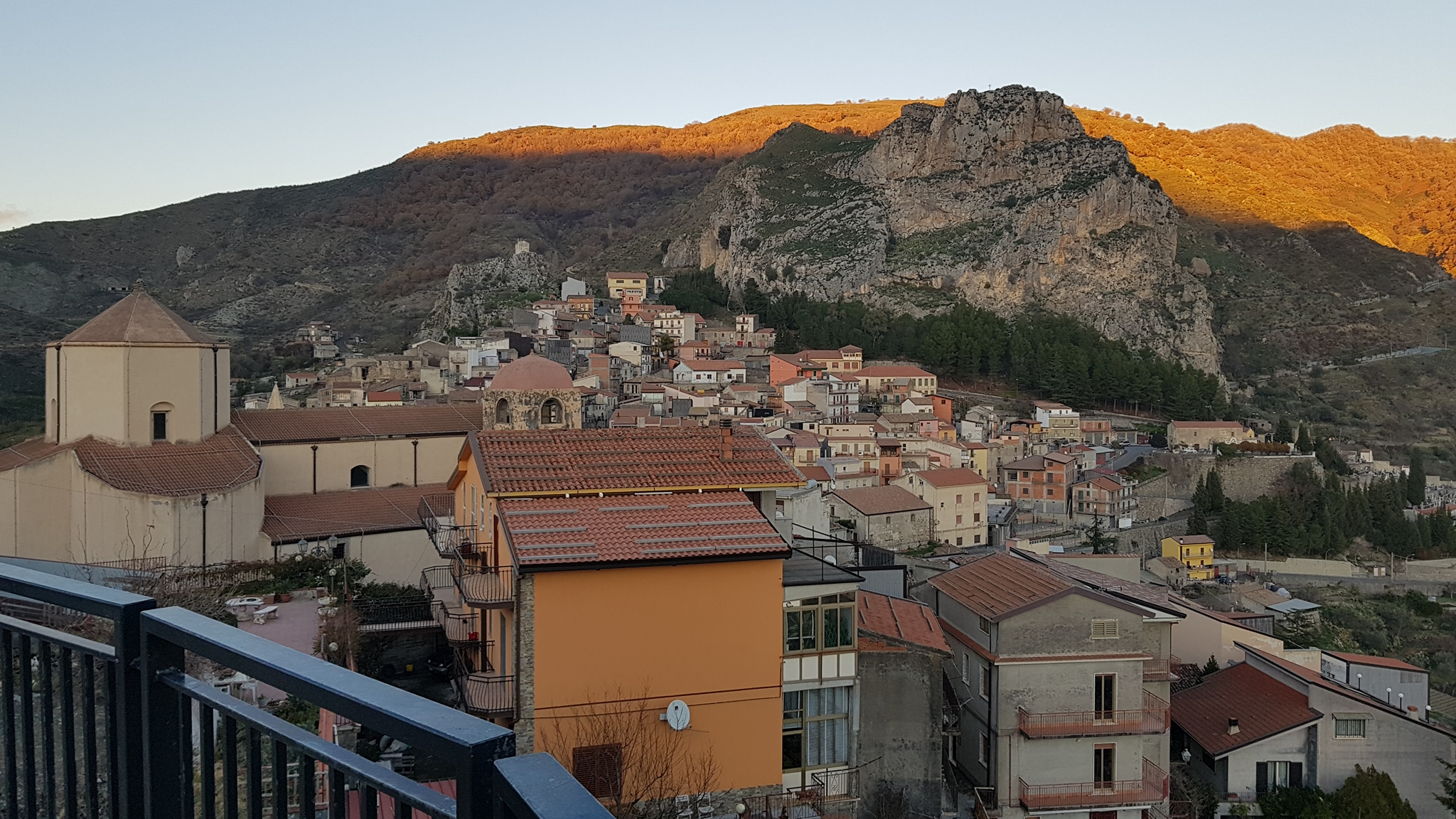
Roccella vista dal Castello (2017)
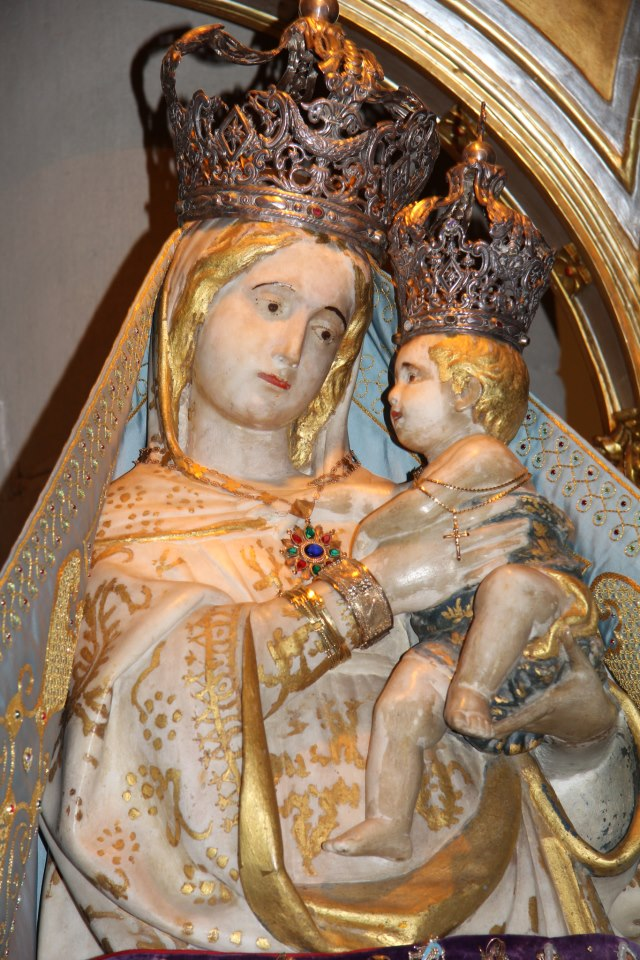
Primo piano B.V.M. dell'Udienza (A.Gagini 1526)
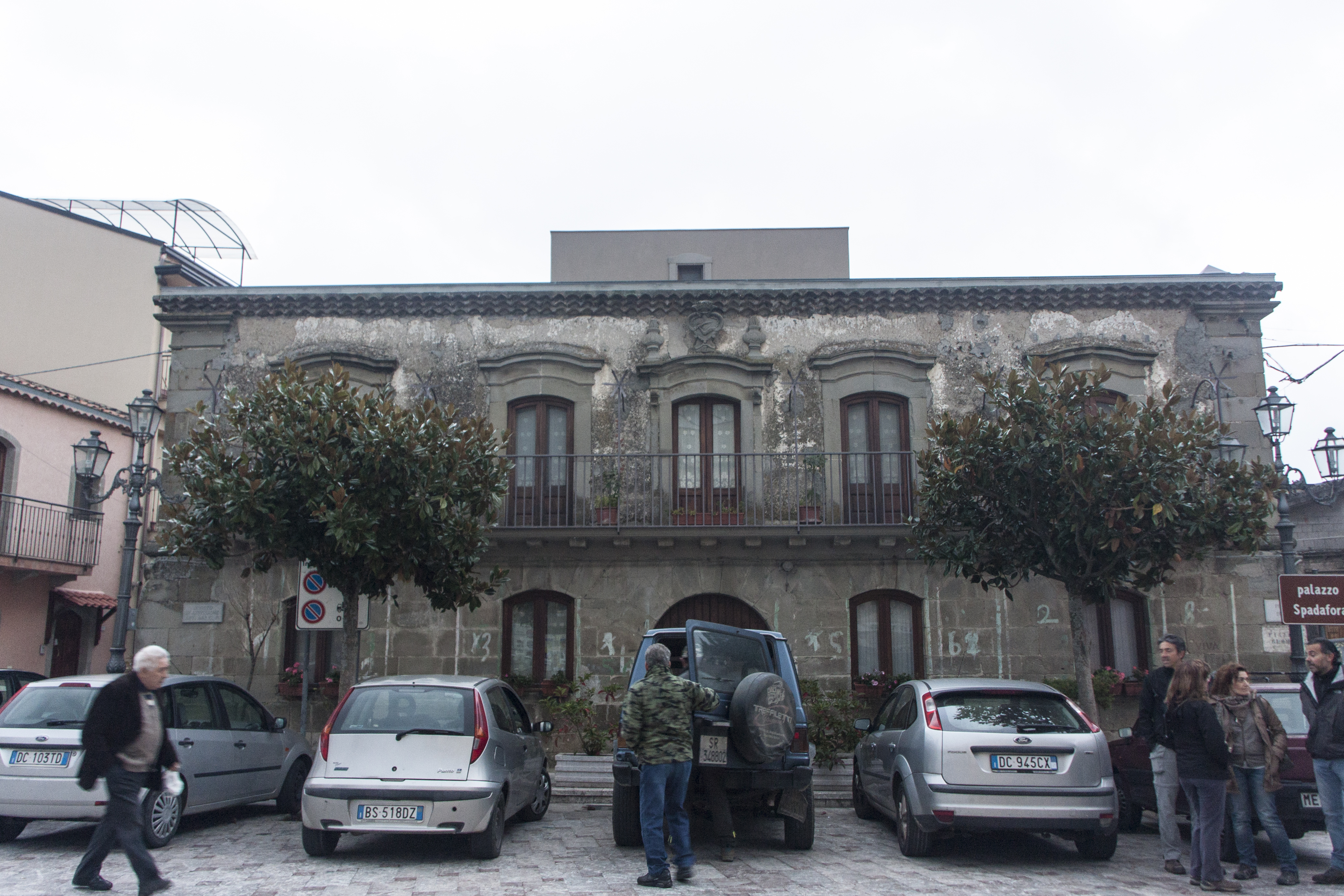
Palazzo Spadafora (1810)
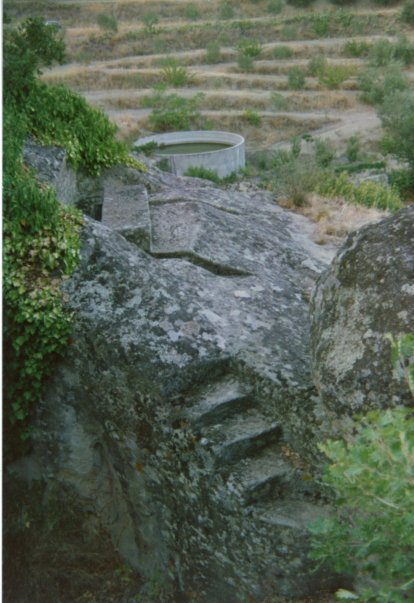
Lavorazioni rupestri su pietra arenaria loc Rocca Pizzicata
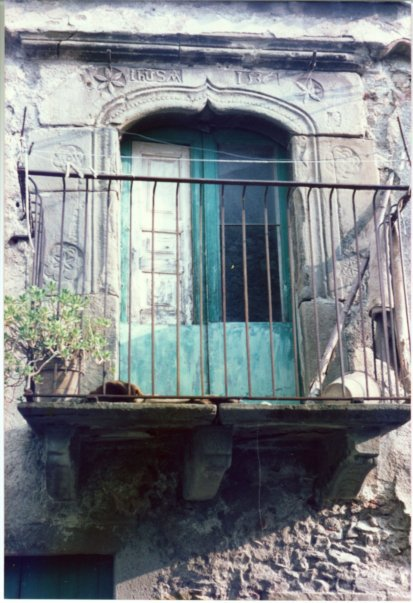
Stipiti balcone in pietra arenaria Via Margherita (1536)
Basamento della statua della Madonna dell'Udienza (A. Gagini 1526)
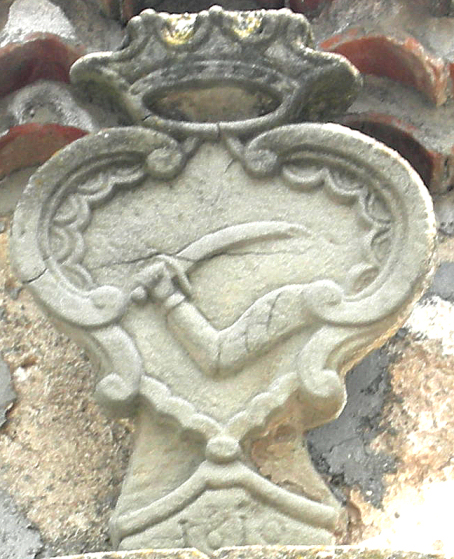
Blasone della famiglia Spadafora sull'omonimo palazzo.
Deposizione dalla Croce - Chiesetta del Calvario
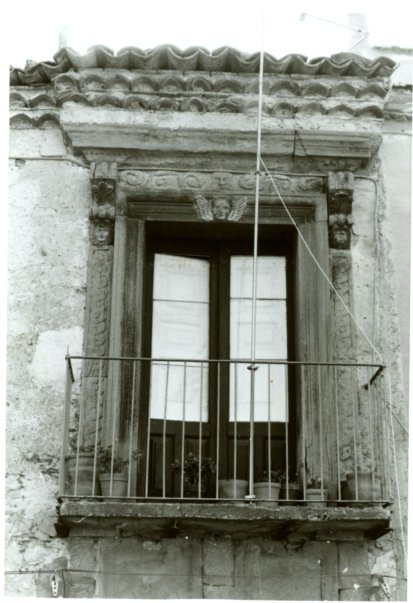
Portale ex ingresso principale palazzo Pugliesi
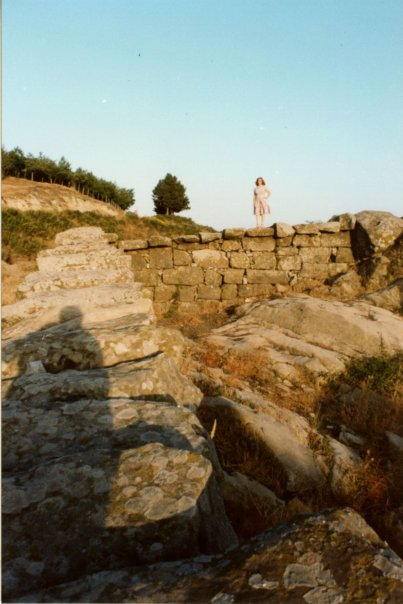
Recinto megalitico al confine fra il comune di Roccella Valdemone e Montalbano Elicona
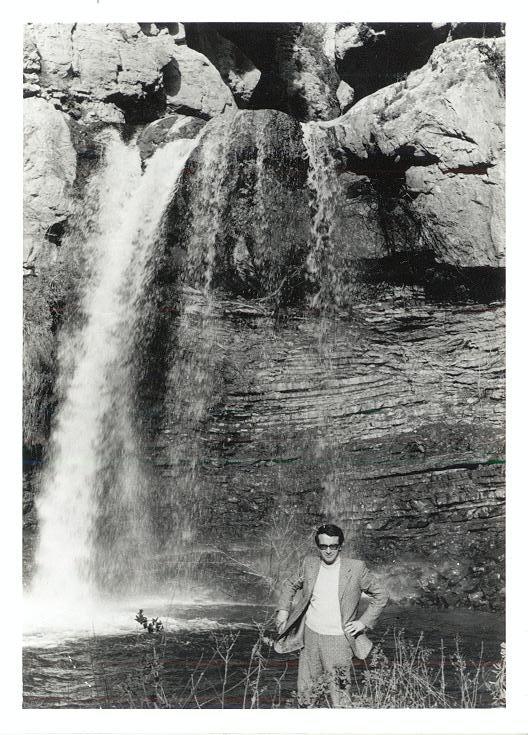
Interno dell'Angara dei Piristeri
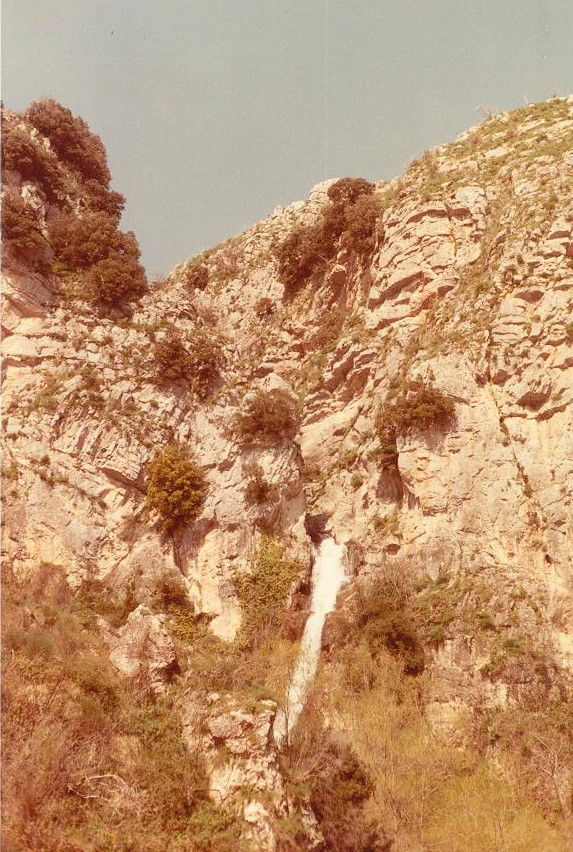
Vista dal lato sud dell'Angara di Palazzolo
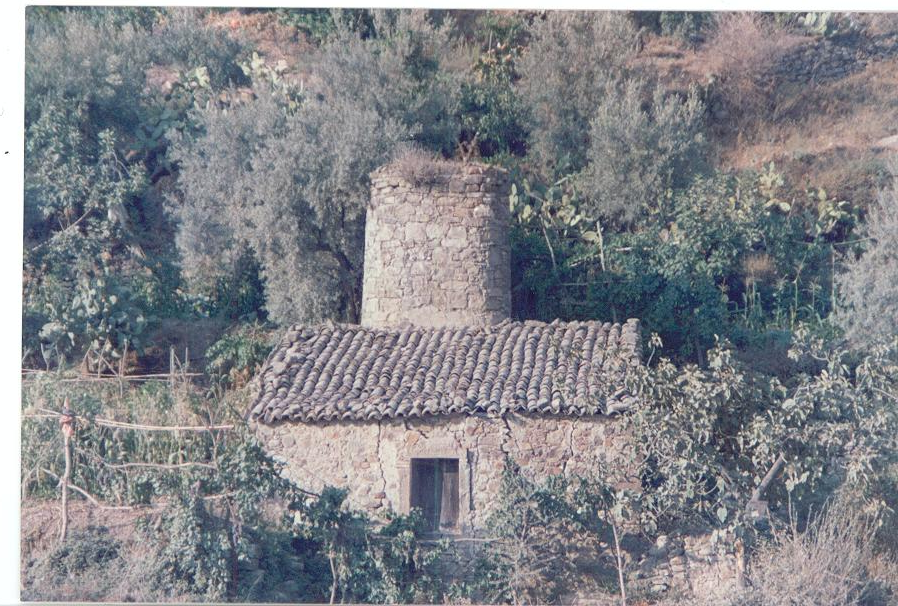
Mulino ad acqua in contrada Baruni